# Richie Laryea
Richmond Laryea, dit Richie Laryea (/lɑːji/), né le 5 janvier 1995 à Toronto en Ontario, est un joueur international canadien de soccer qui évolue au poste d'arrière droit au Toronto FC.

## Biographie

### Parcours junior et universitaire
Natif de Toronto, il commence le soccer au Sigma FC en 2006, puis étudie à l'Université d'Akron. Il évolue également au sein de l'équipe de soccer de l'université de 2014 à 2015. Il passe aussi une saison en League1 Ontario, jouant pour le Sigma FC en 2015. Après sa deuxième saison aux Zips d'Akron, il signe un contrat Génération Adidas,.

### Parcours en club

#### Orlando City (2016-2018)
Le 14 janvier 2016, Orlando City sélectionne Richie Laryea lors du premier tour (septième choix au total) du repêchage universitaire de la Major League Soccer,,. En mars 2016, il est prêté à l'équipe de réserve de Orlando qui évolue en USL. Après avoir passé la première moitié de sa deuxième saison avec l'équipe B, il fait ses débuts en MLS le 25 juin 2017, en rentrant à la place de Kaká lors d'une défaite 4-0 face au Fire de Chicago,. Il dispute son premier match titulaire lors de la dernière journée de la saison 2017 contre le Union de Philadelphie. Lors de sa première saison en MLS, il dispute douze rencontres.
La saison suivante, il dispute seulement neuf rencontres en championnat. Puis, le 27 novembre 2018, Orlando annonce qu'il décline son option de contrat. 

#### Toronto FC (2019-2021)
En janvier 2019, il participe au camp d'entrainement de présaison des Reds. Le 21 mars 2019, il signe un contrat avec Toronto FC qui évolue également en MLS,,. Le 26 mai, il inscrit son premier but en MLS face aux Earthquakes de San José (défaite 1-2),. Au cours de la saison, il devient un élément important de la défense de Toronto,,. 
Il signe un nouveau contrat avec les Reds le 24 juin 2020,. Après avoir réalisé une excellente rencontre face au Crew de Columbus, il est nommé joueur de la semaine 14 de la MLS le 28 septembre.

#### Nottingham Forest (2022-2024)
Le 8 janvier 2022, il signe un contrat de trois ans et demi avec Nottingham Forest. Le transfert est estimé à un million de dollars,. Il devient le deuxième canadien à jouer à Nottingham Forest, après Jim Brennan.

#### Prêts à Toronto et à Vancouver (2022-2023)
En manque de temps de jeu avec seulement cinq apparitions avec Nottingham Forest, il est finalement prêté au Toronto FC où il fait son retour quelques mois après son départ. Le prêt est établi sur une durée d'un an, jusqu'en juillet 2023. Pour son deuxième passage avec le Toronto FC, Richie Laryea s'impose de nouveau comme l'un des meilleurs latéral droit de la ligue et se voit récompensé à plusieurs reprises de nominations au sein de l'équipe de la semaine en MLS,.
Retourné à Nottingham Forest à l'expiration de son prêt au 1er juillet 2023, Richie Laryea ne demeure pas longtemps en Angleterre puisqu'il retourne en Major League Soccer dès le 2 août suivant en rejoignant les Whitecaps de Vancouver en prêt jusqu'au terme de la saison 2023,.

### Parcours en sélection
Le 26 août 2019, Richie Laryea est convoqué pour la première fois en équipe du Canada par le sélectionneur national John Herdman, pour des matchs de la Ligue des nations de la CONCACAF contre Cuba.
Le 7 septembre 2019, il honore sa première sélection face à Cuba. Il commence la rencontre comme titulaire, et le match se solde par une victoire 6-0 des Canadiens.
Le 1er juillet 2021, il est retenu dans la liste des vingt-trois joueurs canadiens sélectionnés par John Herdman pour disputer la Gold Cup 2021.
Le 13 novembre 2022, il est sélectionné par John Herdman pour participer à la Coupe du monde 2022.

## Statistiques

### Statistiques en club
| Saison                | Club                          | Championnat           | Championnat | Championnat | Championnat | Coupe(s) nationale(s) | Coupe(s) nationale(s) | Coupe(s) nationale(s) | Compétition(s) continentale(s) | Compétition(s) continentale(s) | Compétition(s) continentale(s) | Compétition(s) continentale(s) | Séries | Séries | Séries | Canada | Canada | Canada | Total | Total | Total |
| Saison                | Club                          | Division              | M.          | B.          | P.d.        | M.                    | B.                    | P.d.                  | Comp.                          | M.                             | B.                             | P.d.                           | M.     | B.     | P.d.   | M.     | B.     | P.d.   | M.    | B.    | P.d.  |
| 2016                  | Orlando City B                | USL                   | 23          | 0           | 0           | -                     | -                     | -                     | -                              | -                              | -                              | -                              | 0      | 0      | 0      | -      | -      | -      | 23    | 0     | 0     |
| 2017                  | Orlando City B                | USL                   | 12          | 3           | 2           | -                     | -                     | -                     | -                              | -                              | -                              | -                              | -      | -      | -      | -      | -      | -      | 12    | 3     | 2     |
| Sous-total            | Sous-total                    | Sous-total            | 35          | 3           | 2           | -                     | -                     | -                     | -                              | -                              | -                              | -                              | 0      | 0      | 0      | -      | -      | -      | 35    | 3     | 2     |
| 2016                  | Orlando City                  | MLS                   | 0           | 0           | 0           | 0                     | 0                     | 0                     | -                              | -                              | -                              | -                              | -      | -      | -      | -      | -      | -      | 0     | 0     | 0     |
| 2017                  | Orlando City                  | MLS                   | 12          | 0           | 1           | -                     | -                     | -                     | -                              | -                              | -                              | -                              | -      | -      | -      | -      | -      | -      | 12    | 0     | 1     |
| 2018                  | Orlando City                  | MLS                   | 9           | 0           | 0           | 0                     | 0                     | 0                     | -                              | -                              | -                              | -                              | -      | -      | -      | -      | -      | -      | 9     | 0     | 0     |
| Sous-total            | Sous-total                    | Sous-total            | 21          | 0           | 1           | 0                     | 0                     | 0                     | -                              | -                              | -                              | -                              | -      | -      | -      | -      | -      | -      | 21    | 0     | 1     |
| 2019                  | Toronto FC                    | MLS                   | 20          | 1           | 4           | 4                     | 0                     | 1                     | -                              | -                              | -                              | -                              | 4      | 1      | 1      | 4      | 0      | 0      | 32    | 2     | 6     |
| 2020                  | Toronto FC                    | MLS                   | 20          | 4           | 5           | -                     | -                     | -                     | -                              | -                              | -                              | -                              | 2      | 0      | 0      | 2      | 0      | 0      | 24    | 4     | 5     |
| 2021                  | Toronto FC                    | MLS                   | 27          | 3           | 0           | 3                     | 0                     | 1                     | LCC                            | 3                              | 0                              | 0                              | -      | -      | -      | 16     | 1      | 2      | 49    | 4     | 3     |
| Sous-total            | Sous-total                    | Sous-total            | 67          | 8           | 9           | 7                     | 0                     | 2                     | -                              | 3                              | 0                              | 0                              | 6      | 1      | 1      | 22     | 1      | 2      | 105   | 10    | 14    |
| 2021-2022             | Nottingham Forest             | Championship          | 5           | 0           | 0           | 0                     | 0                     | 0                     | -                              | -                              | -                              | -                              | 0      | 0      | 0      | 8      | 0      | 1      | 13    | 0     | 1     |
| 2022                  | Toronto FC (prêt)             | MLS                   | 10          | 0           | 3           | -                     | -                     | -                     | -                              | -                              | -                              | -                              | -      | -      | -      | 8      | 0      | 0      | 18    | 0     | 3     |
| 2023                  | Toronto FC (prêt)             | MLS                   | 18          | 2           | 3           | 1                     | 0                     | 1                     | -                              | -                              | -                              | -                              | -      | -      | -      | 7      | 0      | 1      | 26    | 2     | 5     |
| Sous-total            | Sous-total                    | Sous-total            | 28          | 2           | 6           | 1                     | 0                     | 1                     | -                              | -                              | -                              | -                              | -      | -      | -      | 15     | 0      | 1      | 44    | 2     | 8     |
| 2023                  | Whitecaps de Vancouver (prêt) | MLS                   | 12          | 1           | 2           | -                     | -                     | -                     | -                              | -                              | -                              | -                              | 2      | 0      | 0      | 3      | 0      | 2      | 17    | 1     | 4     |
| 2024                  | Toronto FC                    | MLS                   | 12          | 1           | 2           | 2                     | 0                     | 0                     | LC                             | 3                              | 0                              | 0                              | -      | -      | -      | 12     | 0      | 0      | 29    | 1     | 2     |
| 2025                  | Toronto FC                    | MLS                   | 3           | 0           | 0           | -                     | -                     | -                     | -                              | -                              | -                              | -                              | -      | -      | -      | 5      | 0      | 1      | 8     | 0     | 1     |
| Sous-total            | Sous-total                    | Sous-total            | 15          | 1           | 2           | 2                     | 0                     | 0                     | -                              | 3                              | 0                              | 0                              | -      | -      | -      | 17     | 0      | 1      | 37    | 1     | 3     |
| Total sur la carrière | Total sur la carrière         | Total sur la carrière | 183         | 15          | 22          | 10                    | 0                     | 3                     | -                              | 6                              | 0                              | 0                              | 8      | 1      | 1      | 65     | 1      | 7      | 272   | 17    | 33    |